# The Cowboy and the Lady
The Cowboy and the Lady (en español El vaquero y la dama) es una película dirigida por H. C. Potter y producida por Samuel Goldwyn en 1938, protagonizada por Gary Cooper y Merle Oberon.
La película es especialmente recordada por incluir la canción del mismo título, compuesta por Lionel Newman con letra de Arthur Quenzer, que fue nominada al premio Óscar a la mejor canción original de dicho año 1938, junto a otras nueve canciones, premio que le fue finalmente otorgado a Thanks for the Memory para la película The Big Broadcast of 1938, canción que era interpretada por Bob Hope y Shirley Ross.